# Concours Géza Anda
Der Concours Géza Anda ist ein seit 1979 alle drei Jahre in Zürich stattfindender Klavierwettbewerb, der nach dem 1976 verstorbenen ungarischen Pianisten Géza Anda benannt ist und zu den weltweit renommiertesten Wettbewerben seiner Art zählt.
1978 gründete Andas Witwe Hortense Anda-Bührle im Gedenken an ihren Mann die Géza Anda-Stiftung, die den Wettbewerb durchführt. Die Besonderheit des Concours Géza Anda liegt in der Förderung aller Preisträger, die von der Stiftung über einen Zeitraum von drei Jahren einschließlich der Vermittlung von Konzertauftritten mentoriert werden.
Der Concours ist Mitglied der World Federation of International Music Competitions und kooperiert mit der Alink-Argerich Foundation.
Zu den international erfolgreichsten Preisträgerinnen und Preisträgern zählen Christoph Berner, Ricardo Castro, Konstanze Eickhorst, Michael Endres, Filippo Gamba, Anton Gerzenberg, Giorgi Gigashvili, Claire Huangci, Hisako Kawamura, Dasol Kim, Matthias Kirschnereit, Jinsang Lee, Pietro De Maria, Georges Pludermacher, Konstantin Scherbakov, Hüseyin Sermet, Henri Sigfridsson, Nikolai Tokarew, Denes Várjon, Varvara und Alexei Volodin.
Mit dem 2022 unter der Leitung von Mikhail Pletnev eingeführten Meisterkurs «Conducting from the Piano» erinnert die Stiftung an eine der bekanntesten künstlerischen Tätigkeiten Géza Andas und an das nur noch selten vermittelte Handwerk der Leitung eines Klavierkonzerts vom Flügel aus. Zur Teilnahme an diesem Meisterkurs lädt die Géza Anda-Stiftung jeweils vier Preisträger der grössten internationalen Klavierwettbewerbe ein.
2024 wurde in Kooperation mit dem Artur Rubinstein-Wettbewerb erstmals eine parallele Junior-Jury berufen, deren Mitglieder sich aus Klavier-Studierenden von sechs Schweizer Musikhochschulen zusammensetzt.

## Preise (Stand 2024)

### Hauptpreise
Neben kostenlosem Konzertmanagement und Mentoring erhalten die Preisträger Preisgelder in der Höhe von insgesamt 90'000 Schweizer Franken; 1. Preis 40'000 Schweizer Franken, 2. Preis 30'000 Schweizer Franken und 3. Preis 20'000 Schweizer Franken.

### Mozart-Preis des Musikkollegiums Winterthur
Die Jury verleiht einem Semi-Finalisten auf Vorschlag des Musikkollegiums Winterthur den Mozart-Preis, der aus einem Auftritt des Preisträgers in Begleitung des Musikkollegiums besteht.

### Géza Anda-Publikumspreis
Die Besucher des Schlusskonzertes haben die Möglichkeit, einem der Finalisten den von der IHAG Privatbank ausgerichteten Géza Anda-Publikumspreis zu verleihen. Seit 2024 kann die Stimmabgabe über eine App erfolgen.

### Liszt-Bartók-Preis
Der Liszt-Bartók-Preis wird von der Wettbewerbsjury für den besten Vortrag von einem Werk/mehreren Werken Liszts und/oder Bartóks verliehen, die während der ersten, zweiten und/oder Finalrunde des 16. Concours Géza Anda 2024 gespielt werde.

### Beethoven-Preis
Der Münchner G. Henle Verlag stiftet erstmals 2024 den Beethoven-Preis, der von der Wettbewerbsjury für die überzeugendste Interpretation eines Werks von Ludwig van Beethoven während des Concours verliehen wird. Mit dem Preis möchte der Verlag das Bewusstsein der Wettbewerbsteilnehmer für die entscheidende Rolle authentischer Notentexte (Urtexte) für eine verantwortungsvolle musikalische Interpretation spielen. Dem Preisträger wird der Zugang zu einer großen Zahl an Henle-Urtextausgaben – alternativ gedruckt oder in digitaler Form – ermöglicht.

### Förderpreise
Die Géza Anda-Stiftung vergibt unter den jungen Wettbewerbsteilnehmenden den Hortense Anda-Förderpreis für eine vielversprechende künstlerische Leistung während des Wettbewerbs.
Die Fondation Thiébaud-Frey stiftet für eine vielversprechende künstlerische Leistung während des Wettbewerbs einen Förderpreis in Höhe von 3'000 Schweizer Franken und ein Rezital im Kulturzentrum La Prairie in Bellmund (Schweiz).

### Frühere Sonderpreise
Letztmalig 2012 wurde auch ein Preis für die beste Interpretation eines Werks von Robert Schumann verliehen.

## Wettbewerbs-Modus (Stand 2024)
Für den Wettbewerb müssen eine Reihe von Pflichtstücken aus der Wiener Klassik, Romantik und Moderne für Klavier solo sowie Klavierkonzerte vorbereitet werden. Die Pflichtstücke lehnen sich an das Repertoire von Géza Anda an. Der gesamte Wettbewerb ist öffentlich zugänglich und wird weltweit gestreamt. Die beiden ersten Runden finden in den Räumlichkeiten der Musikschule Konservatorium Zürich (MKZ) statt, die Mozart-Prüfung im Stadthaus Winterthur und das Schlusskonzert in der Tonhalle Zürich.

### 1. Runde (Vorspiel)
Auf Grundlage einer audiovisuellen Bewerbung werden 30–40 Teilnehmer für die erste Runde eingeladen und tragen während 25 Minuten Sätze und/oder Werke aus dem jeweiligen Pflichtrepertoire vor.

### 2. Runde (Rezital)
Für die 55 Minuten dauernde, zweite Runde stellen die verbliebenen Teilnehmer nach Absprache mit der Jury mehrere Rezital-Programme zusammen. Eine Wiederholung von Werken, die in der 1. Runde gespielt wurden, ist ausgeschlossen.

### Semi-Finale (Mozart-Prüfung)
Begleitet vom Musikkollegium Winterthur tragen die Semi-Finalisten je ein Klavierkonzert von Mozart vor. Das Musikkollegium Winterthur stiftet auf dieser Grundlage den Mozart-Sonderpreis (s. o.).

### Finale (Schlusskonzert mit Orchester)
Während des Schlusskonzerts werden die Finalisten vom Tonhalle-Orchester Zürich begleitet. Nach dem Ende des Schlusskonzerts gibt es eine kurze Pause, in der sich die Jury zur Urteilsberatung zurückzieht und in der das Publikum den Preisträger des Publikumspreises wählt. Anschliessend werden die Haupt- und Sonderpreise verliehen.

## Jury
Die Jury besteht aus international renommierten Interpreten klassischer Musik, ehemaligen Preisträgern, Musikjournalisten und Kulturmanagern. Jury-Präsidenten waren Antal Doráti (1982 und 1985), Sándor Végh (1991 und 1994), Wladimir Fedossejew (2003), Franz Xaver Ohnesorg (2006), Jonathan Nott (2009 und 2012), Jesús López Cobos (2015), Christian Zacharias (2018) und Gerhard Oppitz (2021). Zu den Pianistinnen und Pianisten in der Jury zählten bzw. zählen Michel Béroff, Bella Davidovich, Markus Hinterhäuser, Robert Levin, Oleg Maisenberg, Pietro De Maria (1. Preisträger 1994), Dénes Várjon (1. Preisträger 1991), Alexei Volodin (1. Preisträger 2003), Elisso Wirsaladse und Gérard Wyss.
Der Jury 2024 gehörten an: Rico Gulda (Präsident), Martha Argerich, Ricardo Castro, Zlata Chochieva, Lucas Debargue, Konstanze Eickhorst, Toshio Hosokawa, Robert Levin und Dénes Várjon. Die Mozart-Prüfung 2024 mit dem Musikkollegium Winterthur wird von Mikhail Pletnev dirigiert, das Finale mit dem Tonhalle-Orchester Zürich von Paavo Järvi.

## Hauptpreisträger des Concours Géza Anda
| Jahr | 1. Platz                | 2. Platz                        | 3. Platz              |
| ---- | ----------------------- | ------------------------------- | --------------------- |
| 1979 | Georges Pludermacher    | Heidrun Holtmann                | -                     |
| 1982 | Heidrun Holtmann        | Hung-Kuan Chen                  | Laurent Cabasso       |
| 1985 | -                       | Yukino Fujiwara, Hüseyin Sermet | Michael Endres        |
| 1988 | Konstanze Eickhorst     | Yukino Fujiwara                 | Ricardo Castro        |
| 1991 | Dénes Várjon            | Konstantin Scherbakov           | Matthias Kirschnereit |
| 1994 | Pietro De Maria         | Yoshiko Iwai                    | Luca Ballerini        |
| 1997 | Corrado Rollero (†)     | Roustem Saitkoulov              | Yuka Imamine          |
| 2000 | Filippo Gamba           | Henri Sigfridsson               | Andrew Shibko         |
| 2003 | Alexei Wolodin          | Sergei Kuznetsov                | Hisako Kawamura       |
| 2006 | Sergei Koudriakov       | Nikolai Tokarew                 | Tomomi Okumura        |
| 2009 | Jinsang Lee             | Alexej Zuev                     | Tatjana Kolesowa      |
| 2012 | Varvara Nepomnyashchaya | Dasol Kim                       | Elmar Gasanov         |
| 2015 | Andrew Tyson            | Aleksandr Shaikin               | Ronaldo Rolim         |
| 2018 | Claire Huangci          | Jong Hai Park                   | Sergey Tanin          |
| 2021 | Anton Gerzenberg        | Julian Trevelyan                | Marek Kozák           |
| 2024 | Ilya Shmukler           | Daumants Liepins, Dmitry Yudin  | -                     |

## Filme
- Der Concours Géza Anda – Erbe eines Pianisten. Jörg Lohner / nmz media (Deutschland 2011)
- Concours Géza Anda. Behind the Scenes. Ein Filmessay von Theodor Eisner (Österreich 1997)
- Concours Géza Anda 1991. Friedrich Schrag und Franziska Schuh (1991)
- Géza Anda – Künstler und Mensch. Filmporträt von Peter Reichenbach  (Schweiz 1979)
- Géza Anda, Pianist – Dirigent – Pädagoge. Film von und mit Rolf Liebermann (Schweiz 1966)